# I Guds eget Ord vi läser
I Guds eget Ord vi läser är en psalm med text och musik skriven 1940 av George Bennard. Texten bygger på Apostlagärningarna 1:13. Den översattes till svenska 1967 av Svante Widén.

## Publicerad i
- Segertoner 1988 som nr 375 under rubriken "Fader, son och ande - Anden, vår hjälpare och tröst".[1]